# Człowiek w szklanej kabinie
Człowiek w szklanej kabinie (ang. The Man in the Glass Booth) – amerykański dramat sądowy z 1975 roku w reżyserii Arthura Hillera, zrealizowany na podstawie sztuki Roberta Shawa.

## Fabuła
Arthur Goldman jest szanowanym przedsiębiorcą pochodzenia żydowskiego, mieszka w Nowym Jorku, przeżył obóz koncentracyjny. Niebawem w jego domu pojawiają się tajni agenci - twierdzą, że Goldman jest komendantem obozu koncentracyjnego, pułkownikiem Dorfem. Mężczyzna zostaje osądzony w Izraelu, a finału procesu nikt nie jest w stanie przewidzieć...

## Obsada
- Maximilian Schell - Arthur Goldman
- Lois Nettleton - Miriam Rosen
- Lawrence Pressman - Charlie Cohn
- Luther Adler - sędzia prowadzący
- Lloyd Bochner - Churchill
- Robert H. Harris - dr Weisberg
- Henry Brown - Jack Arnold
- Norbert Schiller - dr Schmidt
- Berry Kroeger - Joachim Berger
- Leonardo Cimino - dr Alvarez
- Connie Sawyer - pani Levi

i inni

## Produkcja
Zdjęcia kręcono w Nowym Jorku.

## Nagrody i nominacje (wybrane)
Oscary za rok 1975
- Najlepszy aktor - Maximilian Schell (nominacja)

Złote Globy 1975
- Najlepszy aktor dramatyczny - Maximilian Schell (nominacja)